# 托馬什霍羅德 (鎮)

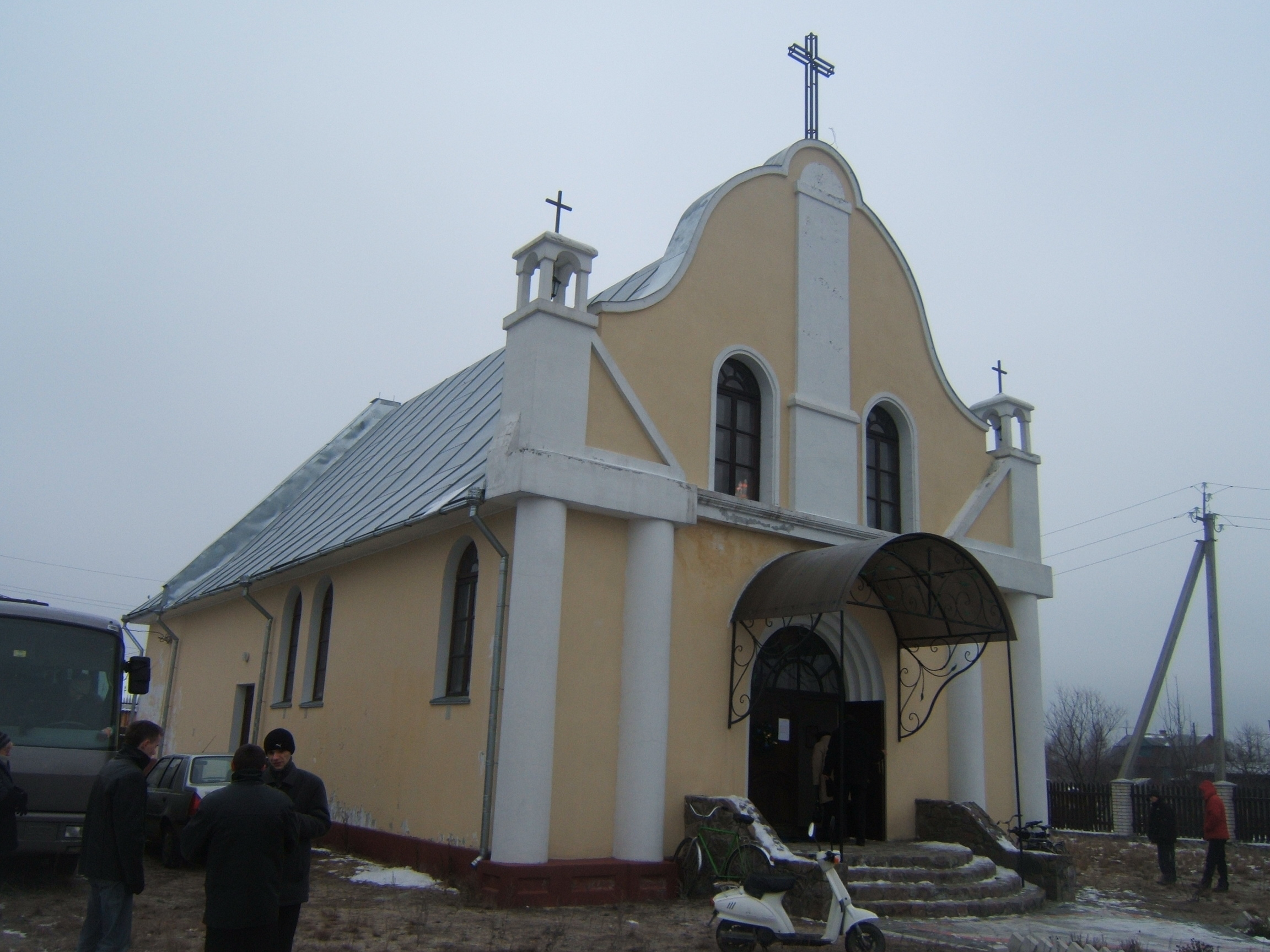
托馬什霍羅德教堂

托馬什霍羅德（羅馬化：Tomashhorod）是烏克蘭西北部羅夫諾州薩爾內區罗基特内市镇内的市級鎮，距離罗基特内10公里，始建於1800年；面積107.31平方公里，2011年人口2,362人，人口密度每平方公里22.01人。